# 중앙로 (과천 서울)
중앙로(Jungang-ro)는 경기도 과천시 갈현동 갈현삼거리와 서울특별시 서초구 우면동 선암 나들목을 잇는 도로이다. 관문사거리에서 선암 나들목까지 국도 제47호선으로 지정되어 있다. 과천동 관문사거리에서 우면동 선암 나들목까지는 이전에 선바위길이나 선암로로 불렸다.

## 연혁
- 2009년 7월 10일 : 2개 이상 시·도에 걸쳐 있는 도로로 중앙로를 고시[1]

## 경유지
경기도
- 과천시 (갈현동 · 원문동 · 중앙동 · 별양동 · 과천동)

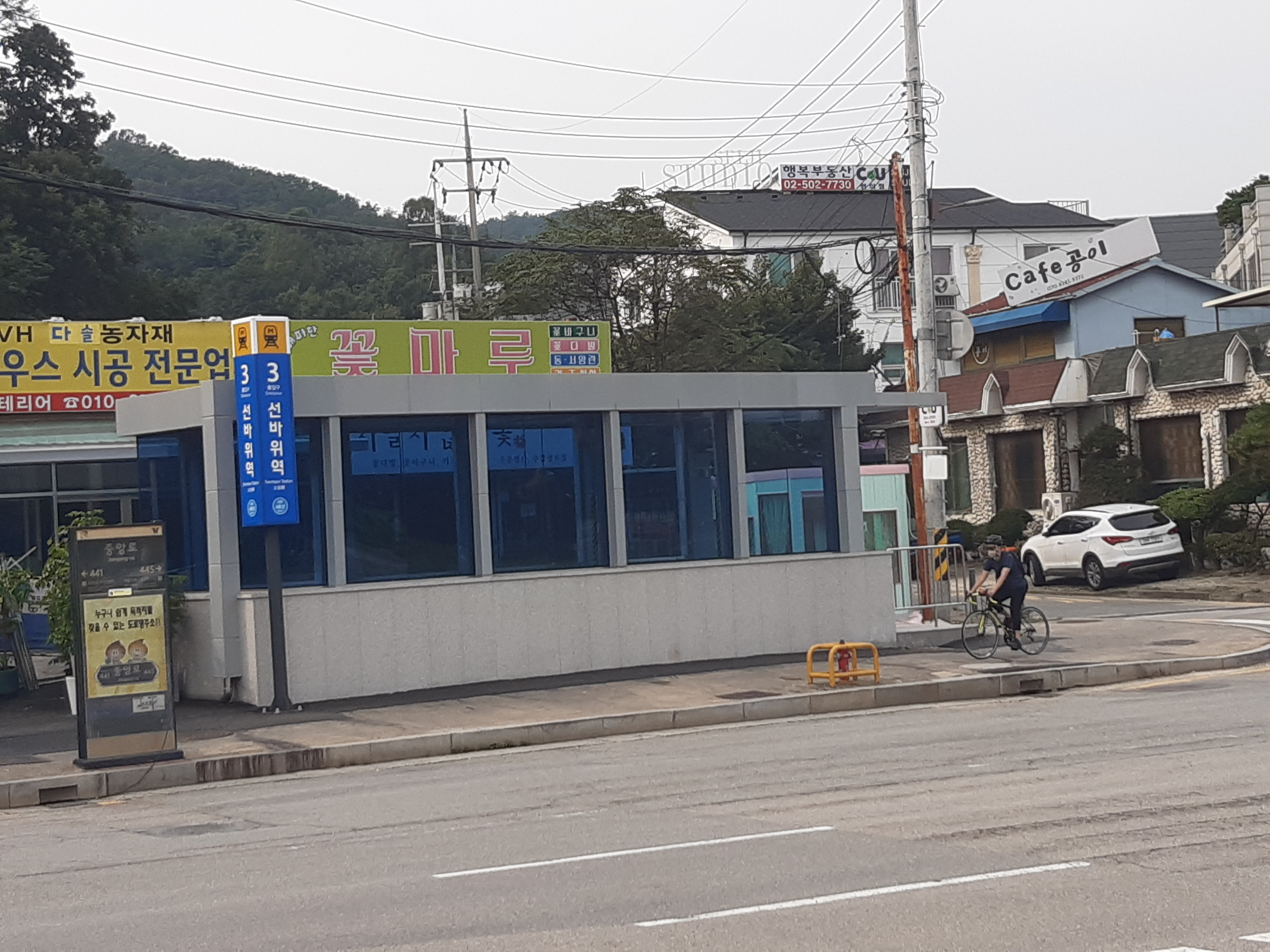
과천선 선바위역 부근에 있는 중앙로

서울특별시
- 서초구 우면동

## 노선
| 이름                            | 접속 노선                                                  | 소재지     | 소재지              | 비고               |
| ------------------------------- | ---------------------------------------------------------- | ---------- | ------------------- | ------------------ |
| 갈현삼거리                      | 국도 제47호선 (과천대로)                                   | 과천시     | 갈현동              |                    |
| 우정병원삼거리                  | 별양로                                                     | 과천시     | 갈현동              |                    |
| 교육원삼거리                    | 교육원로                                                   | 과천시     | 갈현동              |                    |
| 과천청사사거리 (정부과천청사역) | 청사로 코오롱로                                            | 과천시     | 서:중앙동 동:별양동 |                    |
| 소방서삼거리                    | 통영로                                                     | 과천시     | 서:중앙동 동:별양동 |                    |
| 도서관삼거리                    | 별양로                                                     | 과천시     | 서:중앙동 동:별양동 |                    |
| 부림교앞 교차로                 | 관문로 부림로                                              | 과천시     | 중앙동              |                    |
| 관문사거리 (관문지하차도)       | 국도 제47호선 (과천대로)                                   | 과천시     | 과천동              | 국도 제47호선 구간 |
| 선암삼거리 (선바위역)           | 경마공원대로                                               | 과천시     | 과천동              | 국도 제47호선 구간 |
| 송동교                          |                                                            | 서울특별시 | 서초구              | 국도 제47호선 구간 |
| 선암 교차로                     | 지방도 제309호선 (봉담과천로) (우면산로) 태봉로 강남순환로 | 서울특별시 | 서초구              | 국도 제47호선 구간 |
| 양재대로와 직결                 |                                                            |            |                     |                    |

## 주요 건물 및 시설
- 과천시정보과학도서관 (경기도 과천시 중앙로 24)
- 갈현동주민센터 (경기도 과천시 중앙로 28)
- 정부과천청사역 (경기도 과천시 중앙로 지하100)
- 관문체육공원, 관문실내체육관 (경기도 과천시 중앙로 294)
- 선바위역 (경기도 과천시 중앙로 지하440)